# رودریگو مانچا
رودریگو مانچا (به پرتغالی: Rogério Corrêa de Oliveira) مدافع اهل برزیل است که در شهر گویانیا و در تاریخ ۳ ژانویهٔ ۱۹۷۹ به دنیا آمده‌است.
رودریگو مانچا در تیم‌های فوتبال Sud. Edéia-GO سابقهٔ حضور دارد.